# Константин 2
«Константин 2» (англ. Constantine 2) — предстоящий супергеройский фильм режиссёра Фрэнсиса Лоуренса, основанный на серии комиксов Hellblazer, публиковавшейся издательством DC Comics. Сиквел фильма «Константин: Повелитель тьмы» 2005 года.

## Сюжет
Постаревший экзорцист и медиум Джон Константин продолжает борьбу с проникающими в мир демонами. Новый фильм продолжит исследовать истории о сохранении барьера между землёй и демонами.

## В ролях
- Киану Ривз — Джон Константин
- Петер Стормаре — Люцифер

## Производство
В 2011 году режиссёр фильма «Константин: Повелитель тьмы» Фрэнсис Лоуренс признался, что хотел бы снять сиквел, причём с рейтингом R, а не PG-13, как у оригинального фильма.
В мае 2019 года Киану Ривз заявил, что готов вновь сыграть роль Джона Константина. В ноябре 2020 года Петер Стормаре, сыгравший Люцифера в фильме «Константин: Повелитель тьмы», заявил в публикации в своём Instagram, что сиквел «Константина» находится «в работе».
В сентябре 2022 года портал Deadline Hollywood сообщил, что компания Warner Bros. приступила к разработке сиквела «Константина», в котором Ривз вновь исполнит главную роль. Лоуренс станет режиссёром фильма, а Акива Голдсман станет автором сценария. Продюсерами фильма станут Голдсман, Джей Джей Абрамс и Ханна Мингелла. Исполнительными продюсерами станут Лоренцо Ди Бонавентура и Эрвин Стофф. Летом 2023 года Голдсман сообщил, что из-за забастовки Гильдии сценаристов США он ещё не приступил к написанию сценария, но собирается заняться им, как только забастовка будет завершена. В ноябре 2023 года, после премьеры фильма «Голодные игры: Баллада о змеях и певчих птицах», Фрэнсис Лоуренс подтвердил, что он «сфокусирован» на разработке фильма «Константин 2».